# Westfalen-Triathlon

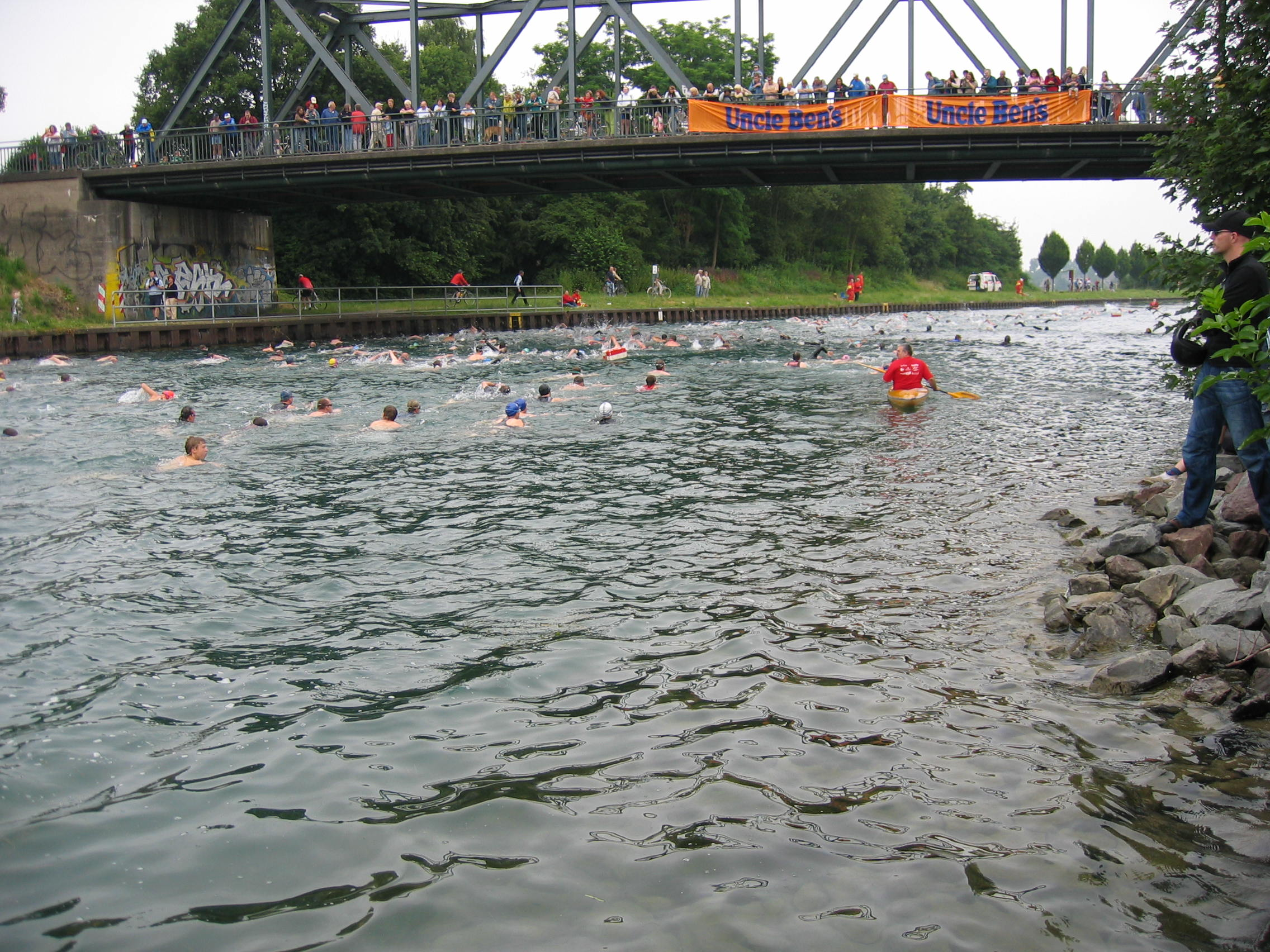
Schwimmer beim 4. Westfalen-Triathlon (2005)

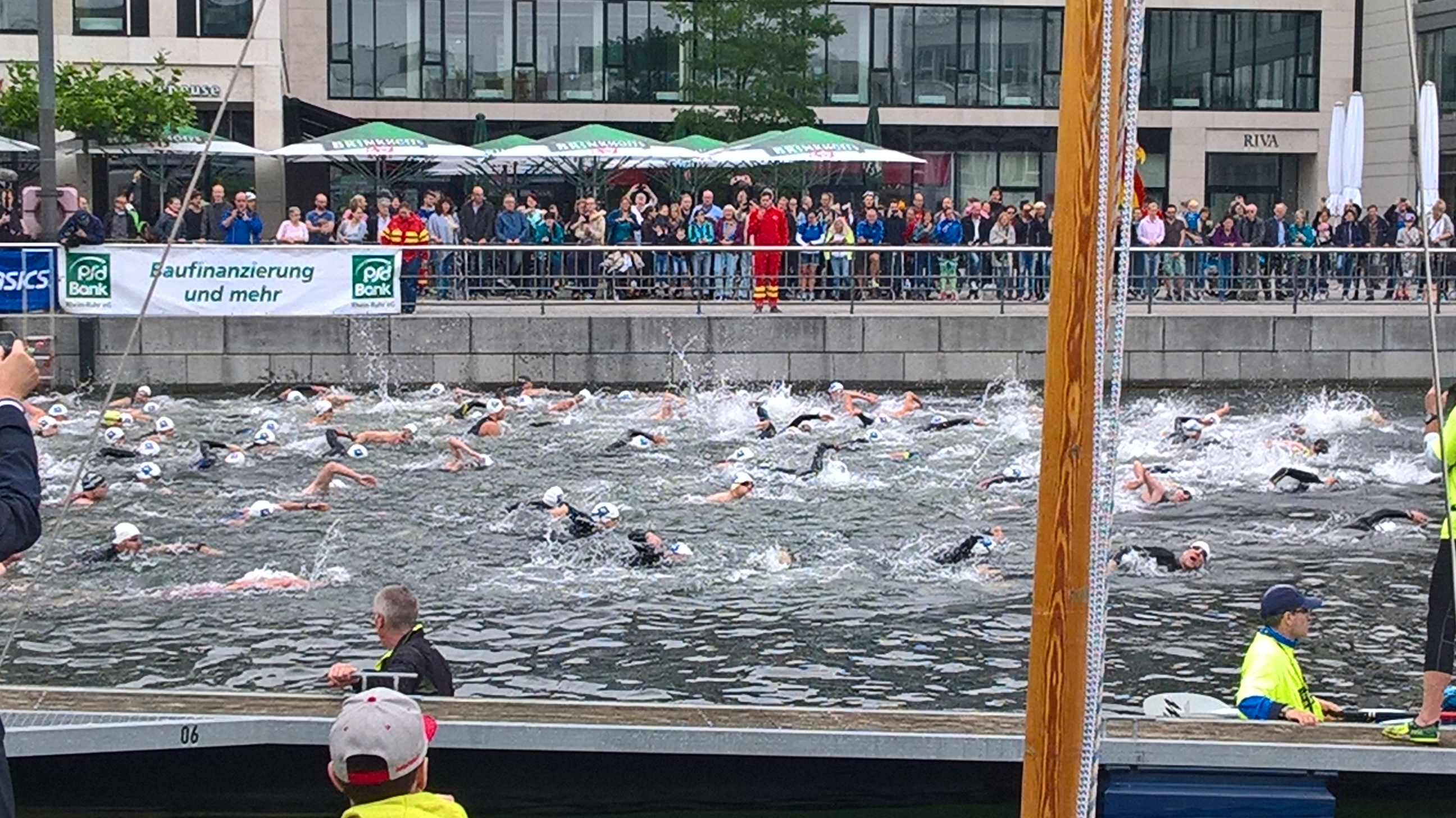
16. Westfalentriathlon: Erstmalige Austragung im Phönixsee 2017

Der Westfalen-Triathlon ist eine seit 2002 alljährlich stattfindende Triathlon-Veranstaltung. Bis 2016 war das Rennen im Dortmunder Fredenbaumpark und am Dortmund-Ems-Kanal beheimatet. Am 2. Juli 2017 fand die Veranstaltung erstmals am Phoenix-See statt. Die beiden Veranstaltungsorte sollen zukünftig im jährlichen Wechsel genutzt werden.

## Organisation
Ausrichter ist der Dortmunder Triathlonverein Tri-Geckos Dortmund, Organisationsleiter ist von Anfang an Gecko-Geschäftsführer Udo Antoniewicz. Schirmherr ist seit mehreren Jahren der Dortmunder Oberbürgermeister Ullrich Sierau.
Neben Sprint- (750 m Schwimmen, 20 km Radfahren und 5 km Laufen) und olympischer Distanz (1,5 km Schwimmen, 40 km Radfahren und 10 km Laufen) werden Schülerrennen (Schüler C/D: 6–9 Jahre als Duathlon) und ein Staffelwettbewerb (750 m Schwimmen, 20 km Radfahren und 5 km Laufen) angeboten. Das Schwimmen findet im Dortmund-Ems-Kanal, bzw. im Phönixsee statt. Vom Fredenbaumpark führt die Radstrecke auf einer 10 km Runde durch den Dortmunder Norden. Am Phönixsee wird ein knapp 7 km langer Rundkurs genutzt.
In den Jahren 2008 und 2009 war der Westfalen-Triathlon Teil der Veranstaltungsserie Westfalen-Triple. Hierzu gehörten neben dem Triathlon der Westfalen-Lauf und der Westfalen-Duathlon. Aufgrund des hohen Organisationsaufwandes wurde die Serie jedoch wieder eingestellt.
Der Wettkampf über die olympische Distanz bildet gleichzeitig die Dortmunder Stadtmeisterschaft im Triathlon. Ferner wurden hier in den vergangenen Jahren mehrere Liga-Wettkämpfe, zweimal die „Deutsche Meisterschaft für Menschen mit Körperbehinderungen“ und 2010 das Ruhrnachrichten „Triathlon-Duell“ ausgetragen.
Mit sechs Siegen ist der Triathlon-Profi Andreas Niedrig häufigster Sieger.

## Ergebnisse

### Olympische Distanz (Kurzdistanz)
| Jahr | Sieger Männer            | Sieger Frauen             |
| ---- | ------------------------ | ------------------------- |
| 2023 | Maximilian Zbocna        | Michaela Melsa            |
| 2022 | Justus Wehrhahn          | Vanessa Rösler -2-        |
| 2021 | keine Austragung (COVID) | keine Austragung (COVID)  |
| 2020 | keine Austragung (COVID) | keine Austragung (COVID)  |
| 2019 | Marius Lindemann         | Vanessa Rösler -1-        |
| 2018 | Niklas Greeven           | Katharina Abbing -2-      |
| 2017 | Daniel Knoepke -2-       | Hannah Arlom              |
| 2016 | Daniel Knoepke           | Katharina Abbing          |
| 2015 | Claude Mayer             | Cornelia Dauben -5-       |
| 2014 | Andreas Niedrig -6-      | Annika Jörke              |
| 2013 | Stephan Morawski         | Melanie Kroniger -2-      |
| 2012 | Andreas Niedrig -5-      | Melanie Kroniger          |
| 2011 | Georg Potrebitsch        | Cornelia Dauben -4-       |
| 2010 | Matthias Bergermann      | Cornelia Dauben -3-       |
| 2009 | Andreas Niedrig -4-      | Verena Walter -2-         |
| 2008 | Andreas Niedrig -3-      | Verena Walter             |
| 2007 | Andreas Niedrig -2-      | Cornelia Dauben -2-       |
| 2006 | Maximilian Longrée -3-   | Birgit Schönherr-Hölscher |
| 2005 | Jörg Mettlach            | Christiane Schulte        |
| 2004 | Maximilian Longrée -2-   | Cornelia Dauben           |
| 2003 | Maximilian Longrée       | Sarah Karlof              |
| 2002 | Andreas Niedrig          | Leonie Toffel             |

### Sprintdistanz
| Datum/Jahr    | Männer                   | Frauen                   |
| ------------- | ------------------------ | ------------------------ |
| 27. Aug. 2023 | Lukes Eggert             | Ellen Knoepke -2-        |
| 12. Juni 2022 | Alexander Neuhaus        | Andrea Schmitz -5-       |
| 2021          | keine Austragung (COVID) | keine Austragung (COVID) |
| 2020          | keine Austragung (COVID) | keine Austragung (COVID) |
| 30. Juni 2019 | Christian Dinraths -2-   | Andrea Schmitz -4-       |
| 24. Juni 2018 | Christian Dinraths       | Andrea Schmitz -3-       |
| 2. Juli 2017  | Lucas Heerdt             | Tatjana Kortmann         |
| 26. Juni 2016 | Cedric Lambracht         | Ellen Knoepke -1-        |
| 21. Juni 2015 | Frank Holzmann           | Julia Mihajlovic         |
| 31. Aug. 2014 | Sebastian Hoppe          | Melanie Kroniger         |
| 14. Juli 2013 | Sven Abbing              | Andrea Schmitz -2-       |
| 24. Juni 2012 | Sebastian Eggert         | Andrea Schmitz           |
| 10. Juli 2011 | Hendrik Möller           | Silke Hamacher           |
| 4. Juli 2010  | Kvszczak Milisz          | Lisanne Naumann -2-      |
| 21. Juni 2009 | Olaf Krüger              | Lisanne Naumann          |
| 22. Juni 2008 | Steffen Schlumbohm       | Cornelia Sander          |
| 10. Juni 2007 | Christian Leggewie       | Nina Weber               |
| 13. Aug. 2006 | Christian Enters         | Verena Walter -2-        |
| 26. Juni 2005 | Marco Mühlnickel         | Verena Walter            |
| 27. Juni 2004 | Stephan Ende             | Carola Schmidt           |
| 29. Juni 2003 | Elmar Heger              | Michaela Töpper          |
| 30. Juni 2002 | Takao Mühmel             | Marzena Görska           |